# Адуатуки
Адуатуки — германское племя в восточной Белгике. По Цезарю Адуатуки произошли от племён кимвров и тевтонов.
После поражения от Цезаря Адуатуки исчезают из письменных записей, но, возможно, выжившие способствовали появлению во времена Римской империи племенной группы тунгров, которая обитала около нынешнего Льежа и Намюра, на левом берегу Мааса и очень храбро воевала с римлянами.
Их главное поселение не следует путать с Адуатукой — крепостью в стране эбуронов, где пали легаты Цезаря Сабин и Котта.